# Wadowice (stacja kolejowa)
Wadowice – stacja kolejowa w Wadowicach, w województwie małopolskim, w Polsce.

## Ruch pasażerski
| Rok  | Wymiana pasażerska na dobę |
| ---- | -------------------------- |
| 2017 | 50-99                      |
| 2022 | 200-299                    |

W 2007 przystąpiono do gruntownej przebudowy stacji kolejowej. Przebudowa wynikała z potrzeb eksploatacyjnych oraz aktualnych przepisów i warunków technicznych. W jej ramach wykonano roboty ziemno-torowe z odwodnieniem podtorza, ułożono nowe rozjazdy zwyczajne oraz wyregulowano tory istniejące. Układ geometryczny toru głównego zasadniczego został zaprojektowany z uwzględnieniem największej prędkości pociągów towarowych wynoszącej 60 km/h, a pociągów pasażerskich 70 km/h. Dokonano wymiany nawierzchni tego toru. Przeprowadzono remont mostów kolejowych w km 17,390, obejmujący konserwację konstrukcji stalowej (czyszczenie konstrukcji przez piaskowanie, ochronę antykorozyjną). Dokończono budowę tunelu pasażerskiego w km 17,432. Tunel spełnia rolę dojścia do peronów z placu przed budynkiem dworca. Konstrukcja tunelu została wykonana z prefabrykatów, na których oparto płytę żelbetową z betonu klasy C35/45. Całość zabezpieczono izolacją przeciwwilgociową. Wnętrze tunelu pomalowano i obłożono płytami gresowymi, założono instalacje. Wyjścia są wyposażone w platformy jezdne dla osób niepełnosprawnych. Po przebudowie w świetle tunel ma szerokość 5,00 m i wysokość 2,78–2,84 m, długość części przelotowej wynosi 26,72 m. Wykonano roboty nawierzchniowe na przejeździe kolejowo-drogowym w km 17,943. Przejazd ma szerokość 7,00 m i chodnik szerokości 2,20 m. Ułożono płyty przejazdowe na długości 10,20 m. Przebudowano peron nr 1 (dwukrawędziowy) do długości 250 m, szerokości 7,08–7,43 m i wysokości krawędzi od główki szyny wynoszącej 0,76 m. Zbudowano budynek nastawni dysponującej w km 17,800, mający powierzchnię około 320 m². Przebudowano oświetlenie zewnętrzne i sieć trakcyjną.
Całość prac wykonało Przedsiębiorstwo Robót Komunikacyjnych w Krakowie S.A. w ciągu 12 miesięcy w ramach kontraktu „Modernizacja linii kolejowej Spytkowice – Wadowice – Kalwaria”.
Modernizacja została nagrodzona Dyplomem Uznania w konkursie Polskiego Związku Inżynierów i Techników Budownictwa „Budowa Roku 2008”.
15 stycznia 2011 roku zamknięto kasy biletowe.
PKP postanowiło przekazać dworzec na rzecz gminy na ręce burmistrza Wadowic, planującego modernizację i zagospodarowanie terenu (m.in. otwarcie galerii handlowej).

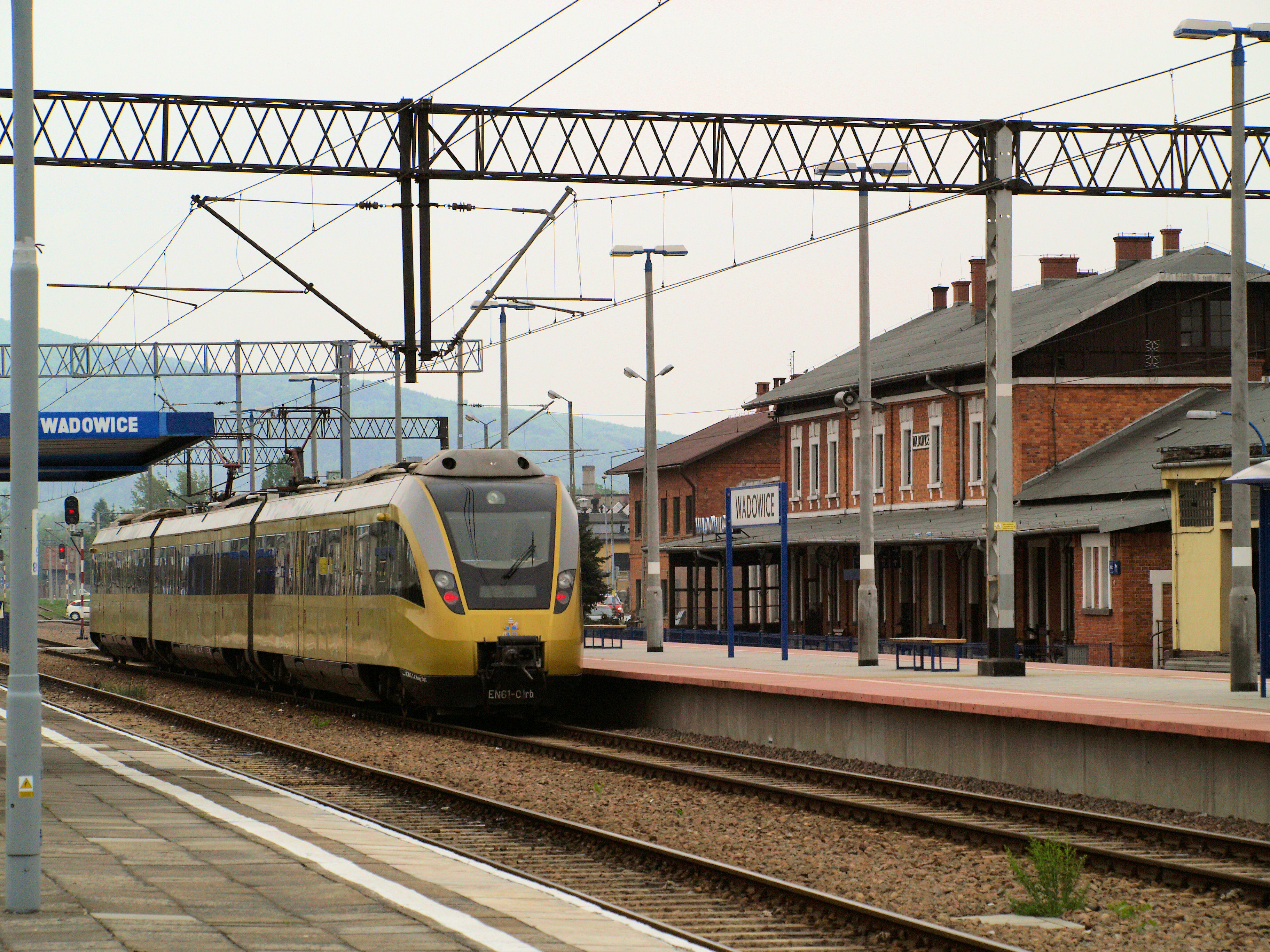
Zmodernizowana stacja kolejowa
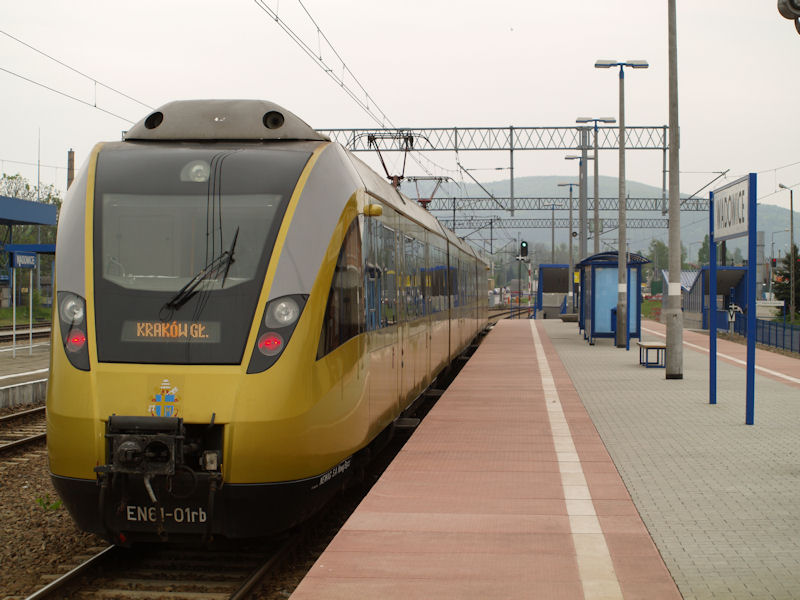
Pociąg Papieski przy peronie nr 1
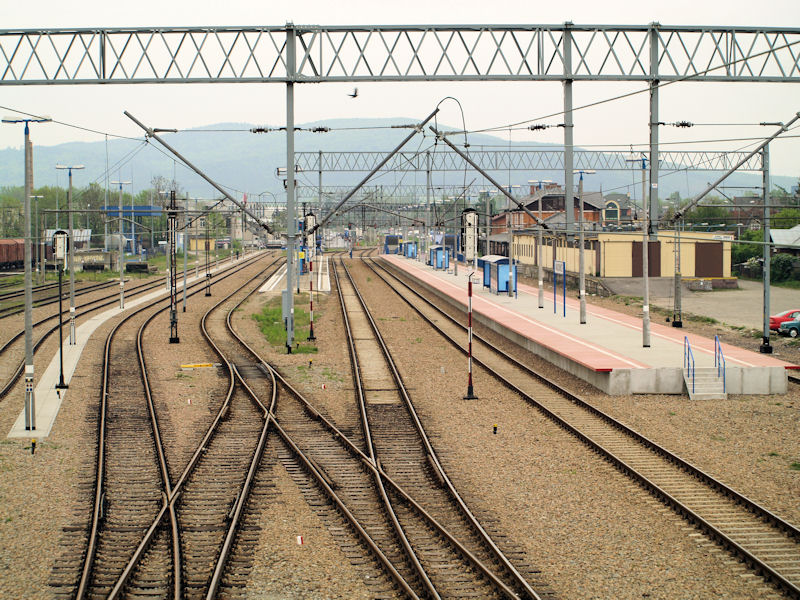
Układ torowy w stacji Wadowice
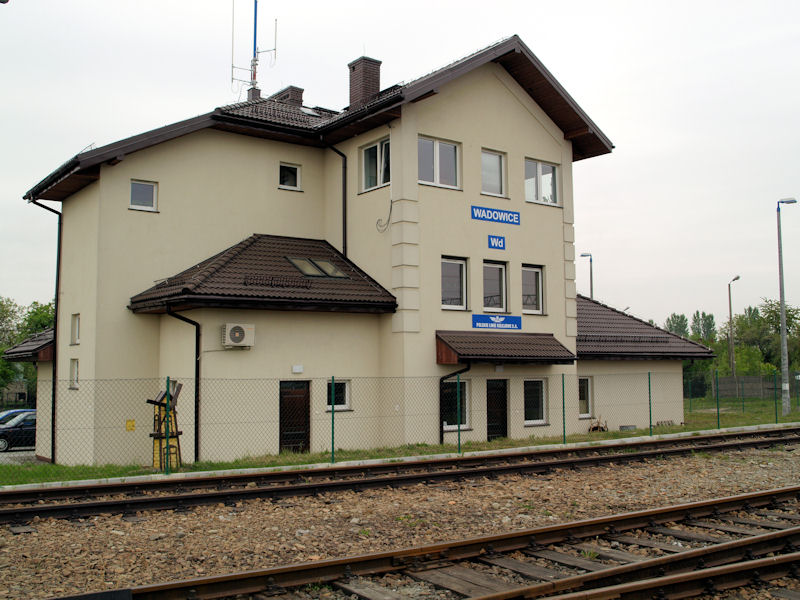
Nastawnia dysponująca
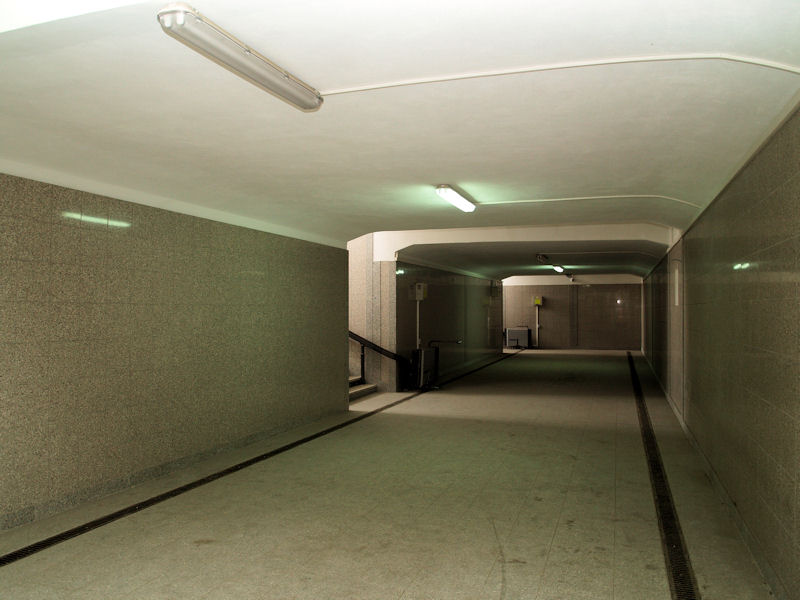
Tunel pasażerski
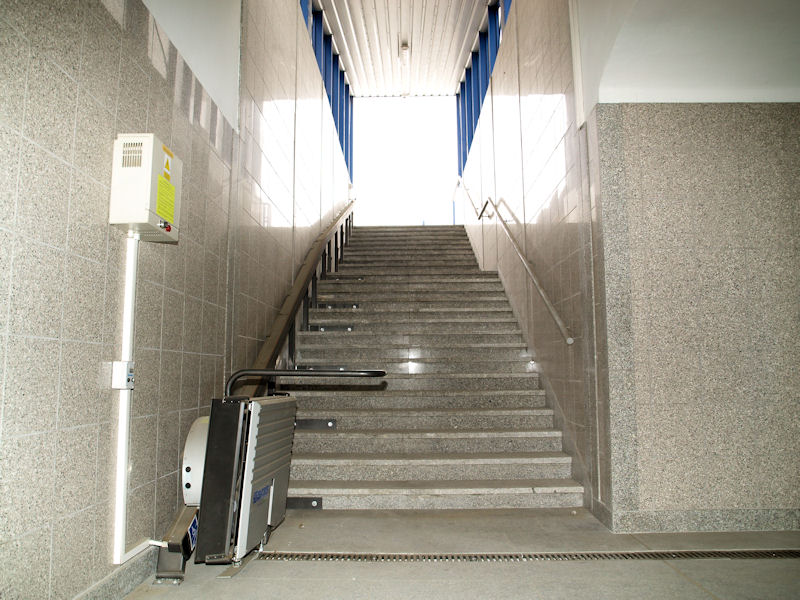
Wejście do tunelu z platformą dla niepełnosprawnych
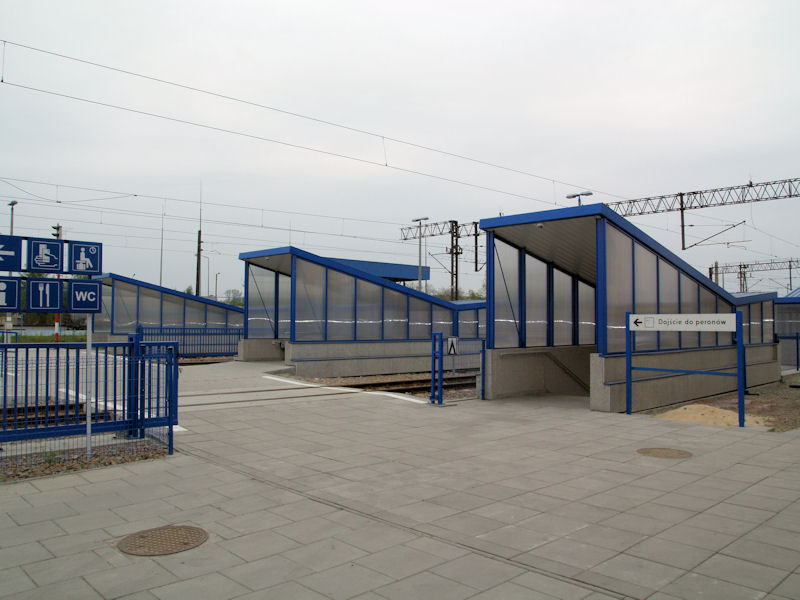
Przejście przez tory
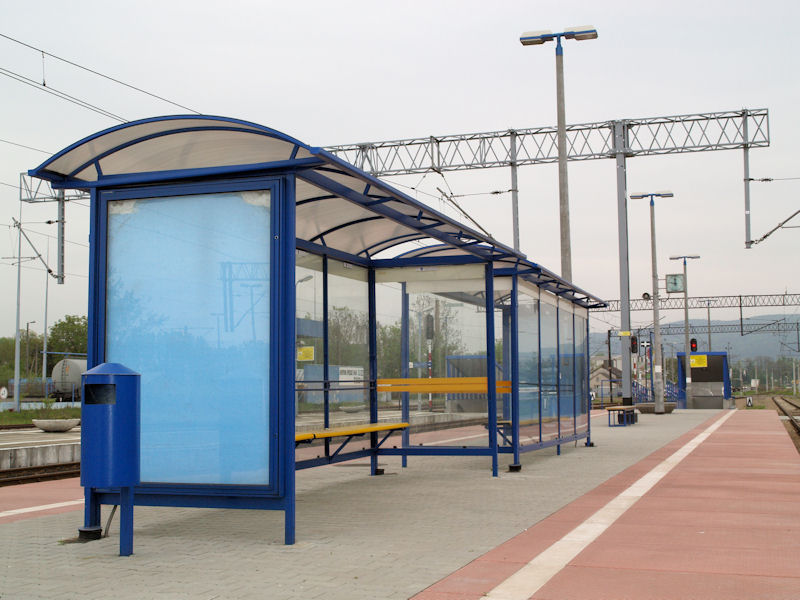
Wiata peronowa na peronie nr 1

## Połączenia
Przez miasto przechodzą dwie linie kolejowe: 103 Trzebinia – Wadowice oraz 117 Kalwaria Zebrzydowska Lanckorona – Bielsko-Biała Główna. Według rozkładu jazdy z okresu 2023/24 odjeżdżały pociągi regionalne do stacji: Bielsko-Biała Główna i Kraków Główny, poranny – pośpieszny pociąg do stacji Sucha Beskidzka, oraz wieczorny – pośpieszny pociąg do Stacji Bielsko-Biała Główna. Połączenia obsługują Przewozy Regionalne „PolRegio” oraz PKP Intercity.